# Minecraft: Story Mode
Minecraft: Story Mode este un joc video de aventură dezvoltat și publicat de Telltale Games, bazat pe jocul video Minecraft. Primele cinci episoade ale jocului au fost lansate între octombrie 2015 și martie 2016, iar alte trei episoade au fost lansate digital la mijlocul anului 2016. Jocul a fost lansat pentru Microsoft Windows, MacOS, PlayStation 3, PlayStation 4, Wii U, Nintendo Switch, Xbox 360, Xbox One, Android, iOS și Apple TV. Jocul a fost dezvoltat în asociere cu Mojang, dezvoltatorul original al Minecraft. O versiune retail a fost lansată în decembrie 2016.
Jocul urmează formatul episodic pe care Telltale Games l-a folosit pentru titlurile sale: The Walking Dead, Wolf Among Us. Jocul se concentrează în jurul unui personaj nou numit Jesse, care poate fi bărbat sau femeie, în timp ce el și aliații lor încearcă să-și salveze lumea învingându-l pe Wither Storm.
Un al doilea sezon de cinci episoade a fost lansat de Telltale în iulie 2017, continuând povestea din primul sezon și influențat de alegerile jucătorilor făcute în acel sezon.
1. 1 2  Steam, accesat în 13 decembrie 2023